# Aïn Tine
Pour l’article homonyme, voir Belfort (homonymie).
Aïn Tine également typographié Aïn Tinn (anciennement Belfort) est une commune de la wilaya de Mila en Algérie.

## Géographie

### Situation
Le territoire de la commune de Aïn Mellouk est situé à l'Est de la wilaya de Mila à 12 km de la ville de Mila.
| Mila         | Mila         | Messaoud Boudjriou (Constantine) |
| Mila         | Aïn Tine     | Ibn Ziad (Constantine)           |
| Sidi Khelifa | Sidi Khelifa | Ibn Ziad (Constantine)           |

### Reliefs, géologie, hysrographie
Le village d'Aïn Tinn situé à 680 mètres d'altitude est surplombé par le djebel Lakhal qui culmine à 1 266 mètres.

## Lieux-dits, quartiers et hameaux
La commune est composée de deux villages principaux, Aïn Tinn et Azeba Lotfi.
Hameaux : Douar Ben Zekri, Mechtat Ben Loucif, El Djiar.
Lieux-dits : Aïn Belayad, Aïn Lagha, Bechra El Hamra, Retba, Draa Labiad, Oued Koton.

## Histoire
Le centre de colonisation d'Aïn Tinn est créé en 1874, il prendra ensuite le nom de Belfort une fois devenu une commune de plein exercice le 23 novembre 1880. La commune sera intégrée à celle de Mila en mai 1963, avant de redevenir une commune en 1984.

## Démographie
| 1884  | 1892 | 1897 | 1902 | 1987  | 1998  | 2008  |
| ----- | ---- | ---- | ---- | ----- | ----- | ----- |
| 1 069 | 171  | 141  | 145  | 4 846 | 6 653 | 7 780 |

## Économie
Il s'agit d'une commune à vocation agricole mais plusieurs carrières d'agrégats existent aussi.